# Mattermost
Mattermost je otevřený chatovací software s klienty pro Linux, Microsoft Windows, MacOS, iOS a Android.
Původně se jednalo interní nástroj firmy SpinPunch, který byl později uvolněn jako svobodný software pod licencí Apache a je v současnosti spravován a vyvíjen firmou Mattermost Inc. Je napsaný v Go a JavaScriptu.
Umožňuje importování kontaktů, konverzací a vláken z konkurenčního Slacku.
Mattermost integruje do svých zařízení společnost QNAP a je také od roku 2015 integrován do GitLabu, kde má ale od roku 2017 konkurenci s rovněž integrovaným Gitterem. Pro interní komunikaci jej využívá Evropská organizace pro jaderný výzkum.